# Cirrhicera longifrons
Cirrhicera longifrons är en skalbaggsart som beskrevs av Bates 1881. Cirrhicera longifrons ingår i släktet Cirrhicera och familjen långhorningar.
Artens utbredningsområde är Guatemala. Inga underarter finns listade i Catalogue of Life.